# Glaphyra sungkangensis
Glaphyra sungkangensis är en skalbaggsart som beskrevs av Hayashi 1992. Glaphyra sungkangensis ingår i släktet Glaphyra och familjen långhorningar.
Artens utbredningsområde är Taiwan. Inga underarter finns listade i Catalogue of Life.